# Паризький метрополітен
Пари́зьке метро́ (пари́зький метрополіте́н) (фр. Métro de Paris, скорочення від первинної назви «столична залізниця» фр. chemin de fer métropolitain; слова «метрополітен» і «метро» стали загальновживаними в усьому світі саме завдяки паризькому метро) — мережа швидкісного підземного громадського транспорту Парижа.
Вхід у метро позначений або великою літерою «М», або табличками «Métro» чи «Métropolitain». Мережа метро охоплює весь Париж і його найближчі приміські населені пункти. Метро побудоване відносно неглибоко, глибше розташована мережа приміських електропоїздів RER, яка перетинає французьку столицю декількома лініями (А, B, C, D, E) під землею.
Паризький метрополітен — один з найстаріших на континенті (другий після будапештського). 19 липня 1900 року було відкрито першу лінію паризького метро між станціями Порт-де-Венсен та Порт-Майо. Особливістю Паризького метрополітену є короткі перегони між станціями, велика щільність мережі метрополітену у центрі міста.

## Історія

### Громадський транспорт Парижа до 1900 року

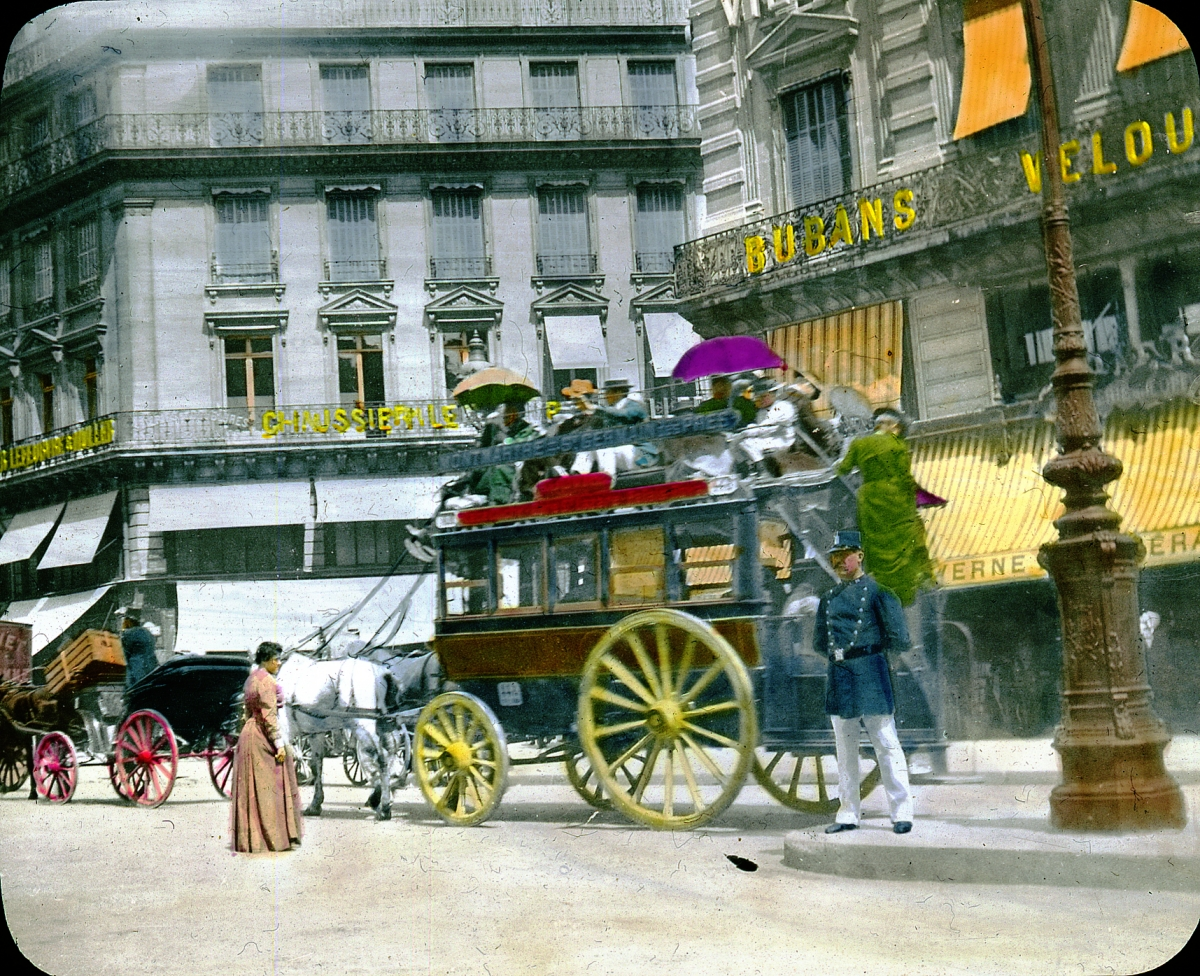
Паризький омнібус

Перша спроба створити мережу громадського транспорту в Парижі датується 1662 роком, коли відомий філософ та математик Блез Паскаль разом зі своїм другом герцогом Руанським запропонували запустити мережу так званих «карет за п'ять су» (фр. Carrosses à cinq sols). «Карета за п'ять су» курсувала п'ятьма постійними маршрутами в межах Парижа за фіксованим графіком і могла вмістити 8 пасажирів. Але 1679 року через подорожчання проїзду та прийняття парламентарями рішення, що забороняло пажам, лакеям та солдатам користуватись каретами 1679 року, «карети за п'ять су» повністю зникли.
Наступник карети Блеза Паскаля з'явився в Парижі лише 1828 року, це був кінний омнібус. Станом на 1860 рік мережа омнібусів нараховувала 25 ліній з фіксованими зупинками та 503 карети. Наприкінці 1860-х в Парижі з'вляється лінія кінного трамваю (конки). До 1870 року і омнібуси, і трамваї використовували як тяжну силу лише коней, і під кінець 19 століття в Парижі нараховувалось близько 16 тисяч коней, задіяних в роботі громадського транспорту (близько 5 тисяч для трамваїв та 11 для омнібусів).У 1875 з'являються трамваї, які працюють на пару, а 1888 нарешті й електричні трамваї.
У 1889 році під час Всесвітньої виставки стала відчутною проблема неспроможності громадського транспорту Парижа обслуговувати велику кількість пасажирів. До того ж для Парижа, населення якого за 19 століття, якщо рахувати разом з передмістям, зросло майже вчетверо, гостро стала проблема перевантаження та недостатньої концентрації міського транспорту всередині міста. Інші європейські міста також зіткнулись з подібними проблемами, наслідком чого стала поява у 1863 році Лондонської підземки, якою спочатку курсували паровози, а з 1890 року електропоїзди. А на континенті перше метро відкрилось 1896 року в Будапешті (Földalatti) до святкування тисячоліття Угорщини.
Тому починаючи з 1856 і аж до 1890 року почалось обговорення щодо створення нової транспортної мережі. Основні суперечки виникли між місцевою владою та департаментом щодо того, чи це має бути внутрішньоміська мережа, чи мережа, що сполучала б місто з головними залізничними вокзалами Парижа, які забезпечували сполучення з іншими містами департаменту.
І лише 20 квітня 1896 унаслідок збігу різних обставин, таких як: збільшення населення, зміна політичного балансу, індустріальне лобі, відставання від інших великих міст та, насамперед, наближення Всесвітньої виставки 1900 року — було прийнято проект Фюльженса Бʼєнвеню. Згідно з цим проектом нова транспортна мережа являла собою підземну мережу електропоїздів для перевезення пасажирів та їх ручного багажу в межах міста Париж.

### Будівництво метрополітену

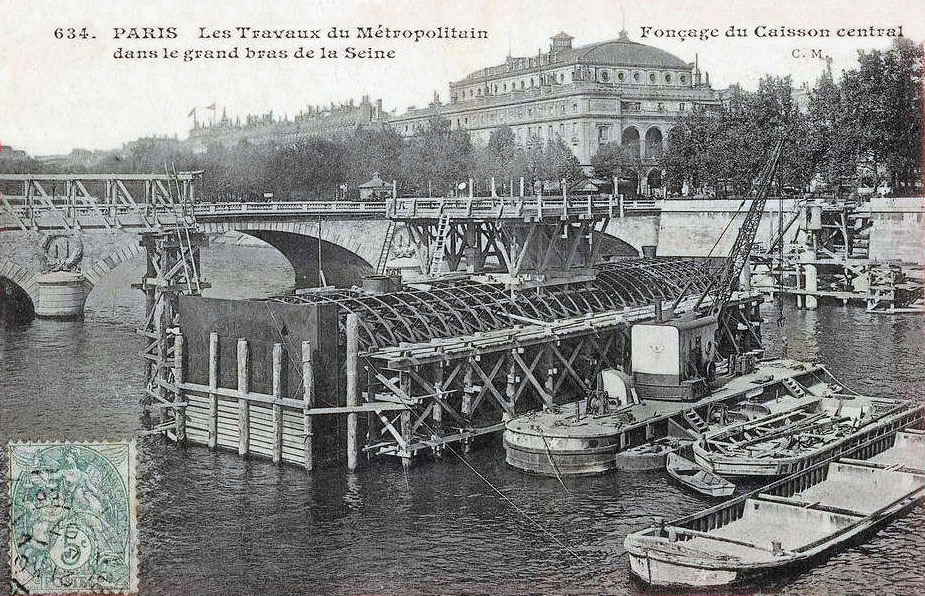
Занурення металевих конструкцій в Сену

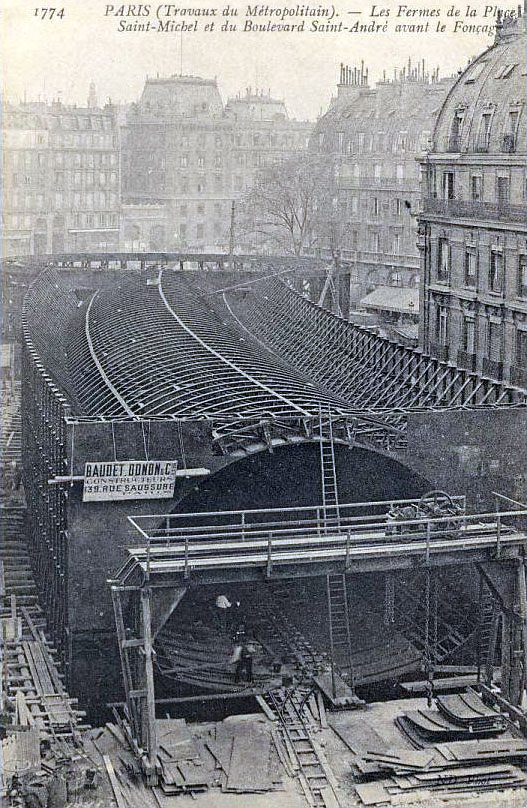
Металеві конструкції на площі Сан-Мішель перед заглибленням

4 жовтня 1898 року після підписання угоди між містом та компанією забудовником Compagnie de fer metropolitain de Paris(СМР) почались підготовчі роботи з будівництва першої лінії метро. Для того щоб пришвидшити темпи робіт, що мали тривати до 1900 року, замість прокладати тунелі під дорогами було вирішено будувати метро відкритим способом, прокладаючи траншеї, які потім засипались ґрунтом. І вже 15 червня 1900 перша лінія метро пройшла випробовування, а 19 липня відбулось її урочисте відкриття, для того щоб обслуговувати змагання літніх олімпійських ігор, що в цей час проходили у Венсенському лісі. На момент відкриття були повністю закінчені лише 8 станцій, 10 інших були відкриті протягом кількох наступних місяців. Поїзди на цій лінії курсували кожні 3-6 хвилин, а квиток коштував 25 сантимів для першого класу та 15 для другого.
Одразу після відкриття метро мало шалений успіх серед громадян, бо дозволяло їм з більшим комфортом та за коротший відтинок часу дістатись до місця призначення. Тож одразу слідом за будівництвом першої ліній метро почалось будівництво другої та третьої ліній метро.
Будівництво четвертої лінії (1905—1910) було найбільш очікуваним та видовищним, адже вона мала перетинати Сену під землею. Для цього на земній поверхні були спорудженні криті металеві конструкції (кесони), які потім відбуксирували на місце призначення та занурили у воду. В нижній частині кесонів була камера для робітників, які видобували річний ґрунт на поверхню, таким чином поглиблюючи сам кесон у ґрунт. Для північного рукава Сени знадобилося три кесони, а для південного — два. Станції Сен-Мішель та Сіте також були зібрані на поверхні, а потім заглибленні.
5 листопада компанія Nord-Sud відкриває лінію А (пізніше, після злиття Nord-Sud з СМР в 1920-х роках лінія 12), яка перетинає Париж в напрямку північ-південний захід. Спочатку планувалось будувати тунель на великій глибині, але після дослідження ґрунту виявилось що це неможливо, тому лінія має багато вигинів. В 1911 відкривається друга лінія компанії Nord-Sud — лінія B (пізніше 13). Станції Nord-Sud майже нічим не відрізнялись від станцій СМР, хоча прийнято вважати, що вони були охайнішими, а їх оздоблення було вишуканішим.
Станом на 1913 рік в Парижі нараховувалось 10 ліній і мережа станцій продовжувала розширюватись під час Першої світової війни. У міжвоєнний період відкрились лінії 9, 10 та 11.
У 1920-х роках метро сягнуло межі міських околиць, населення яких майже зрівнялось з населенням Парижа, і це змусило місцеву владу разом з департаментом переглянути концепцію розвитку метро 1899 й дозволити будівництво нових станцій. Відповідно до цього плану почалось будівництво продовження 1,9 та 12 (раніше лінія А Nord-Sud) ліній. І 1934 року поїзди метро вперше досягли околиці Парижа Булонь-Біянкур. З початком Другої світової війни цей процес було призупинено.
Після закінчення війни та відновлення роботи метро міністерство транспорту приймає рішення про закриття СМР через занадто активну співпрацю з окупантами, і 1949 року створюється нове підприємство RATP, яке досі контролює роботу Паризького метрополітену. В післявоєнний період (1950-ті роки) через відсутність коштів будівництво нових станцій припиняється, але натомість відбувається оновлення системи, модернізація станцій та запуск метро на шинах 1956 року.
На початку 1960-х, коли Париж переповнюють автомобілі, влада вирішує відновити інтерес до метро — і роботи з розширення мережі відновлюються. Так, 1961 року починається будівництво швидкісної мережі залізничного сполучення Парижа та його околиць, що отримала назву RER. У 70-х, 80-х метро відновлює швидкі темпи розвитку.
1968 року замість компостерів з'являються турнікети й відповідно перші квитки з магнітною стрічкою, відбувається продовження ліній метро за межі Парижа, а 1983 року перестає курсувати останній Sprague Thomson, історичний символ паризького метро.
1991 року в Паризькому метро зникає поділ на два класи. 1992 року лінії метро досягають бізнесового центру Парижа Ля Дефанс.
15 жовтня 1998 було відкрито лінію 14 метро, також відому під назвою Метеор (Metro Est-Ouest Rapide). Це перша повністю автоматизована лінія Паризького метро, що сполучає між собою станції Сен-Лазар та Олімпіад. Поїзди рухаються без машиністів, а перони відділені від колій автоматичними дверима, що відкриваються з прибуттям потяга на станцію. 14 лінія — єдина, що повністю пристосована для потреб інвалідів на візках.
2005 RATP вирішує запустити другу автоматизовану лінію, цього разу автоматизація проводиться на найстарішій та найпопулярнішій лінії 1. 3 листопада 2011 року було урочисто запущено перший поїзд без машиніста. Особливістю автоматизації першої лінії було те, що роботи проводилися без закриття лінії, тобто автоматизовані потяги поступово впроваджувалися в систему і курсували паралельно зі звичайними потягами. Лише 22 грудня 2012 року відбулася повна автоматизація лінії метро.

## Лінії та станції
Паризький метрополітен налічує 16 ліній, серед них дві лінії не мають сполучення з рештою мережі — це лінії 3bis та 7bis. Мережа метро нараховує 303 станції і їх кількість постійно збільшується.
| №      | Відкриття | Останнє продовження | Кількість станцій | Довжина | Моделі поїздів | Річний пасажиропотік | Сер.довж. між станціями | Кінцеві станції                                                          | Коротка характеристика |
| ------ | --------- | ------------------- | ----------------- | ------- | -------------- | -------------------- | ----------------------- | ------------------------------------------------------------------------ | --- |
| (1)    | 1900      | 1992                | 25                | 16,6 км | MP 89 MP 05    | 165,921,408          | 692                     | Ля Дефанс — Шато де Венсенн                                              | Найперша і найбільш відвідувана лінія, лінією курсують поїзди на шинах, повністю автоматизована |
| (2)    | 1900      | 1903                | 25                | 12,3 км | MF 01          | 95,945,503           | 513                     | Порт Дофін — Насьйон                                                     | Обладнана для автокерування, з 25 станцій 4 є надземними, на цій лінії планують в першу чергу впровадити нові поїзди MF 2000 |
| (3)    | 1904      | 1971                | 25                | 11,7 км | MF 67          | 91,655,659           | 488                     | Пон де Левалуа — Гальєні                                                 | Обладнана для автокерування |
| (3bis) | 1971      | 1971                | 4                 | 1,3 км  | MF 67          | 91,655,659           | 433                     | Порт де Ліла — Гамбетта                                                  | Ізольована лінія, не обладнана для автокерування, найкоротша та найменш відвідувана, лінією курсують поїзди з 3 вагонами. |
| (4)    | 1908      | 2013                | 27                | 10,6 км | MP 59 MP 89    | 155,348,608          | 424                     | Порт де Кліньянкур — Мері де Монруж                                      | Друга по завантаженості лінія, обладнана для автокерування, лінією курсують найперша модель на шинах MP 59,поїзди мають 6 вагонів (замість 5) велика тепловіддача цієї моделі може спричиняти підвищення температури на станціях особливо в літній період, оскільки лінія є повністю підземною. |
| (5)    | 1906      | 1985                | 22                | 14,6 км | MF 67 MF 01    | 92,778,870           | 695                     | Бобіньї - Пабло Пікассо — Пляс д'Італі                                   | Обладнана для автокерування, проходить через міст Аустерліц. |
| (6)    | 1909      | 1942                | 28                | 13,6 км | MP 73          | 104,102,370          | 504                     | Шарль де Голль - Етуаль — Насьйон                                        | Обладнана для автокерування, курсують поїзди на шинах, 13 з 28 станцій є наземними, наземна частина проходить по віадукам побудованих по середині широких вулиць, перетинає Сену через міст Бір-Хакейма та міст Берсі.                                                                          |
| (7)    | 1910      | 1987                | 38                | 22,4 км | MF 77          | 121,341,833          | 605                     | Ля-Курнев - 8 ме 1945 — Мері д'Іврі / Вільжуїф - Луї Арагон              | Обладнана для автокерування, одна з найдовших ліній. |
| (7bis) | 1967      | 1967                | 8                 | 3,1 км  | MF 88          | 121,341,833          | 443                     | Луї Блан — Пре Сен-Жерве                                                 | Ізольована лінія, одна з найглибших, частково проходить по підземному віадуку, що спирається на поклади вапняку. Має з'єднання з лінією 3bis. |
| (8)    | 1913      | 2011                | 38                | 23,4 км | MF 77          | 92,041,135           | 614                     | Балар — Пуент дю Ляк                                                     | Найдовша лінія, обладнана для автокерування. |
| (9)    | 1922      | 1937                | 37                | 19,6 км | MF 67          | 119,885,878          | 544                     | Пон де Севр — Мері де Монтрей                                            | Оснащена автокеруванням, обслуговує жителів міста Булонь-Біянкур. |
| (10)   | 1923      | 1981                | 23                | 11,7 км | MF 67          | 40,411,341           | 532                     | Булонь - Пон де Сен-Клу — Гар д'Остерліц                                 | Не обладнана для автокерування. |
| (11)   | 1935      | 1937                | 13                | 6,3 км  | MP 59 MP 73    | 46,854,797           | 525                     | Мері де Ліла — Шатле                                                     | Обладнана для автокерування, та поїздами на шинах. |
| (12)   | 1910      | 1934                | 28                | 13,9 км | MF 67          | 81,409,421           | 515                     | Фронт Попюлер — Мері д'Іссі                                              | Колишня лінія А, побудована компанією Nord-Sud, обладнана для автокерування. |
| (13)   | 1911      | 2008                | 32                | 24,3 км | MF 77          | 114,821,166          | 776                     | Аньєр - Женнвільє - Ле Куртій — Сен-Дені - Універсіте / Шатійон — Монруж | Колишня лінія В, побудована компанією Nord-Sud, обладнана для автокерування та дверима, що відмежовують перон від колій і автоматично відкриваються по прибутті поїзда. |
| (14)   | 1998      | 2007                | 9                 | 9 км    | MP 89          | 62,469,502           | 1.129                   | Сен-Лазар — Олімпіад                                                     | Перша повністю автоматизована лінія метро, курсують поїзди на шинах, запущена 1998 року і є найсучаснішою лінією метро. |

### Оздоблення станцій метро

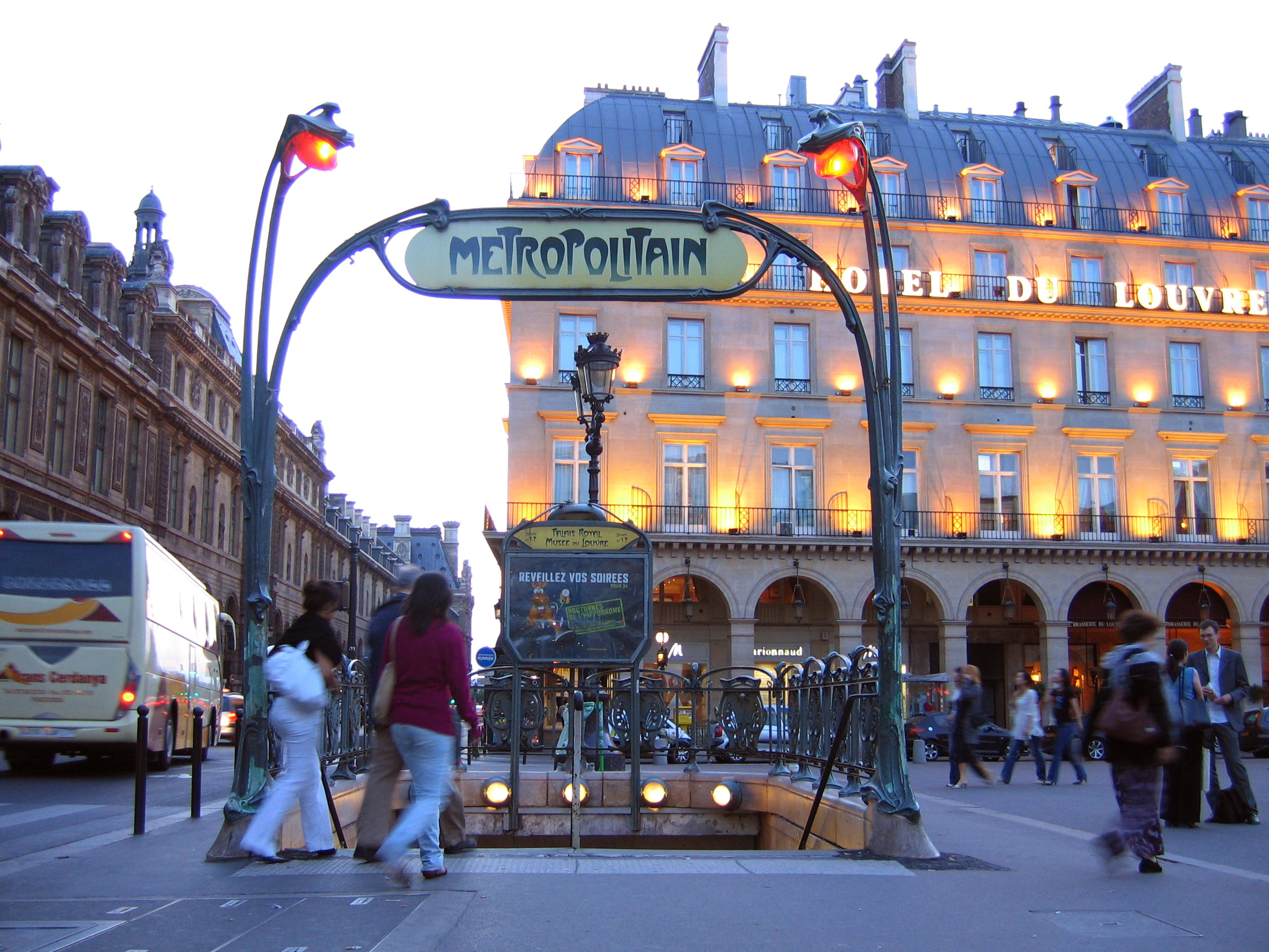
Вхід на станцію метро Пале Рояль - Мюзе дю Лувр з «очима монстра»

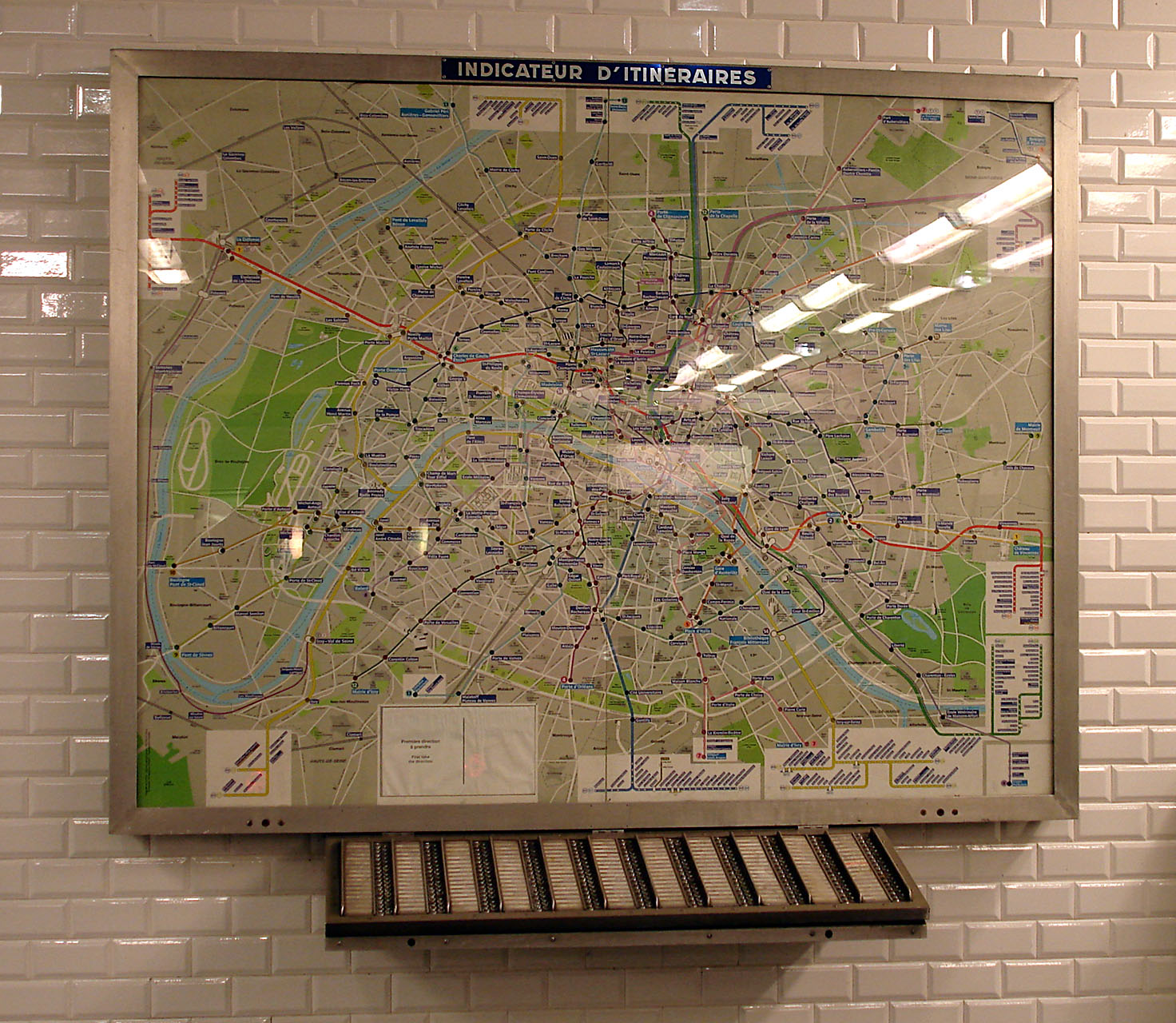
Інтерактивна карта 1937 року

1899 року Ектор Гімар французький архітектор та декоратор отримав замовлення на оформлення входів в метро. І 1900 року, коли роботи були завершені, парижани були шоковані побаченим: один з варіантів оформлення станцій, запропонований Гімаром, нагадував їм величезні ліани з червоними вогнями, що вночі підсвічували вхід до метро й були схожими на очі монстра. Тож 1902 року було вирішено передати оформлення менш одіозним архітекторам. Але попри це, на сьогоднішній день входи на станції, оздоблені Гімаром, є одним з найвпізнаваніших символів паризького метро, а з 1978 року ще й історичною пам'яткою.
Наразі залишилось лише 86 входів (частина з них була знищена або замінена під час ремонтних робіт 1960-х років), також один вхід був подарований місту Монреаль, ще один зберігається в Національній галереї мистецтв Вашингтона, крім того, в різних містах (Лісабон, Мехіко, Москва, Чикаго) встановлено копії входів Гімара.
Після Гімара метро стали прикрашати канделябри з білим надписом «метро» (фр. métro) або «метрополітен» (фр. métropolitain) на червоному тлі, їх дизайн дещо змінювався з плином часу, а в 1960-х роках з'явилася велика літера «M» жовтого кольору. Тож у паризького метро немає єдиного символу для позначення входу на станцію, до того ж самі входи в метро є дуже різними, деякі з них можуть знаходитись як у стінках якоїсь будівлі (станція Сен-Жак на лінії 6), так і просто йти під землю за відсутності будь-якого оздоблення.
В інтер'єрі станцій метро нарозповсюдженішим є оздоблення білою керамічною плиткою. Цей інтер'єр був загальноприйнятим для перших станцій метро, і лише трошки різнився в залежності від компанії-будівельника — СМР або Nord-Sud. На станціях також висіли рекламні проспекти та таблички, що вказували на вихід (встановленні після трагедії на станції Курон (1903), коли рятуючись від пожежі, люди побігли в іншу сторону від виходу). Пізніше інтер'єр дещо змінювався, а з відкриттям лінії 14 та оновленням лінії 1, інтер'єр метро набув сучасного вигляду.
Для того, щоб краще орієнтуватись в паризькому метро, кожна станція обладнана його картою-схемою, також трапляються інтерактивні карти, встановлені ще 1937 року. Найкоротший маршрут між двома станціями висвічується на такій карті за допомогою маленьких лампочок. 2000 року ці карти були замінені на нові із сенсорним екраном, що надають також інформацію про сферу послуг та транспортну розв'язку навколо станції, а також вираховують маршрут з урахуванням ремонтних робіт, що проводяться на різних станціях (ці карти пристосовані для використання людьми на інвалідних візках та з вадами зору).
| k | i | k | k | k |

### Станції-привиди
Це станції Паризького метрополітену, які не обслуговують пасажирів. Доступ до таких станцій закрито, але їх можна відвідати під час спеціально організованих екскурсій. Станції-привиди, як і багато інших станцій, закрили на початку Другої світової війни 1939 року, і під час війни функціонувало лише 85 станцій. Після визволення Франції метро відновило свою роботу, але деякі станції через низький рівень пасажиропотоку, близькість до інших станцій (Арсенал, Круа-Руж, Шам де Марс) або незручну конструкцію (Віктор Юго) так і не відкрили. Також серед станцій-привидів існують станції, які були збудовані, але ніколи не обслуговували пасажирів, і навіть не мають виходу назовні (Порт Молітор, Аксо). З плином часу деякі закриті станції отримали друге життя й нині використовуються як депо для поїздів (Порт Молітор), службових приміщень (Арсенал), притулку для бездомних (Сен-Мартен), вентиляційної шахти (Шам де Марс) або знімального майданчика (Порт де Ліла - Сінема). Станція Клуні - Ля Сорбон (раніше Клуні) майже 50 років була станцією-привидом, але 1988 року була заново відкрита й досі працює.

## Тарифи

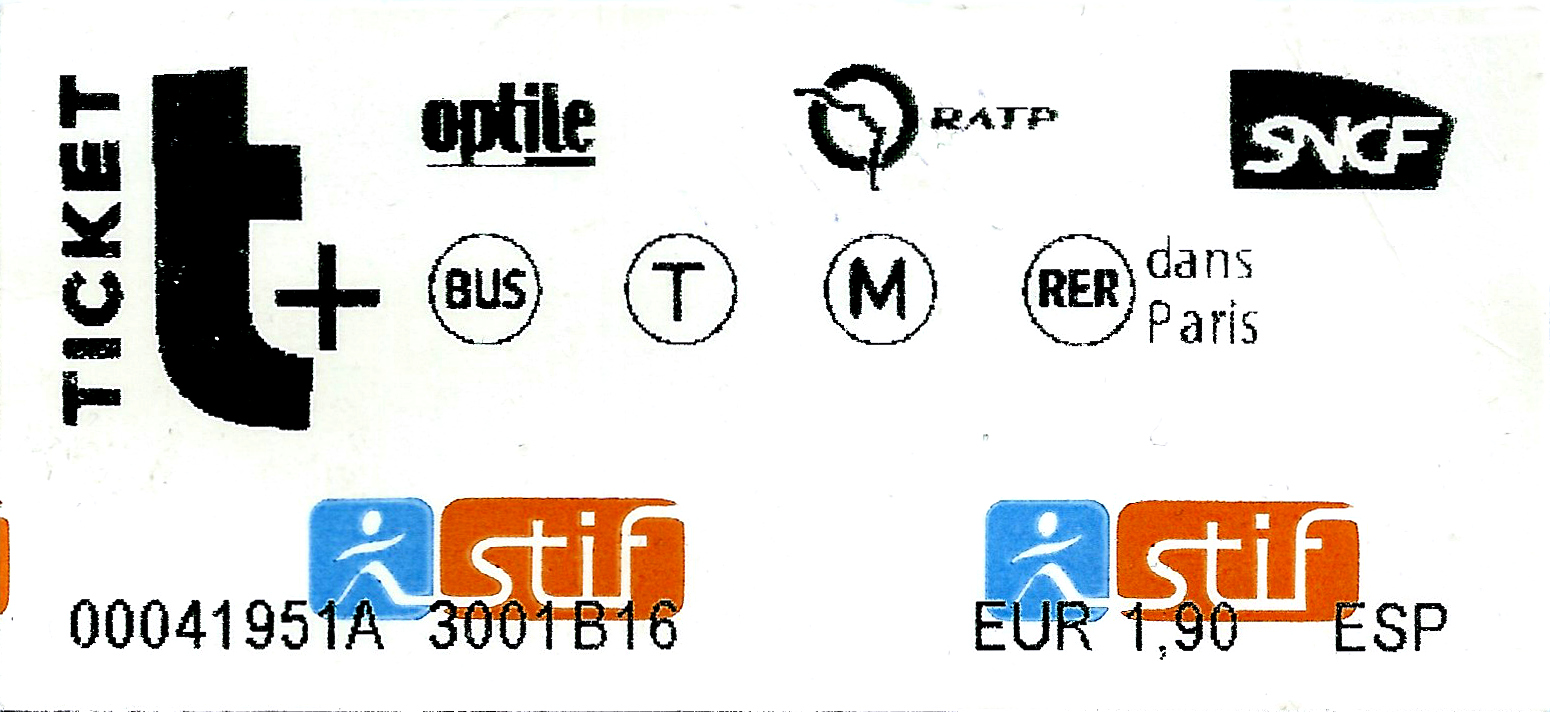
Використаний проїзний квиток Паризького метро ticket t+

Одноразовий квиток в паризькому метро — це квиток з магнітною стрічкою, який називається ticket t+. Його можна купити в касах або в торговельних автоматах метрополітену, коштує він 2.50€, і розповсюджується на усі станції метро, RER (лише в межах Парижа, зона 1), а також на проїзд у автобусі або трамваї та на фунікулер Монмартру. Якщо купити 10 таких квитків одразу, то їх загальна вартість складатиме 12,50 € — це 27% економії. З таким квитком ви можете протягом проміжку часу в півтори години зробити пересадку метро-метро, метро-RER, автобус-автобус, трамвай-трамвай або автобус-трамвай, при цьому не забувайте кожен раз сканувати свій квиток.
Також існують інші варіанти оплати.
- Для туристів — це проїзний Paris Visite.[14]

Це проїзний на 2, 3 або 5 днів, на зони 1-3 або 1-5 Парижа, що складається з квитків та карточки. Він дозволяє користуватись метро, RER, автобусами, системою Orlyval, фунікулером Монмартру, регіональними поїздами та трамваями. Цей проїзний починає працювати в день першого сканування квитка. Paris Visite можна придбати в касах або в автоматі, де ви отримаєте квитки, а карточку вам доведеться потім забрати в касі. І хоча в метро можна потрапити лише за допомогою квитків, при перевірці ваш квиток буде недійсним, якщо у вас з собою не буде заповненої пластикової картки!
Або якщо ви плануєте залишитись в Парижі не менше ніж на тиждень, варто купити проїзний Navigo Decouverte. Це картка, що дозволяє користуватись усім публічним транспортом в межах вибраних вами зон. Також ця картка може стати вам у нагоді, для використання публічних велосипедів Парижа Vélib'.
- Для місцевих жителів — це різного роду проїзні Navigo.

## Технічні характеристики
- Загальна довжина ліній метрополітену становить 215 км, з середньою відстанню між станціями 589 м. Всередині Парижа вона не перевищує 500 м.
- Початок руху о 5:30, кінець руху о 01:15, в п'ятницю, суботу та святкові дні о 2:15.
- Рухомий склад нараховує 497 звичайних поїздів та 192 поїзди на шинах, найновіші моделі (MP 05, MF 01) обладнані кондиціонерами та мультимедійними екранами. Більшість поїздів оснащені автокеруванням, це означає, що за нормальних умов машиніст такого поїзду лише контролює відкривання/закривання дверей. А також на лінії 14 та на лінії 1 курсують безпілотні поїзди. В години пік вранці та ввечері мережею курсують 540–560 поїздів.
- Максимальна швидкість 70 км/год, 80 км/год для лінії 1 та 14, середня швидкість 20 км/год.
- Подача струму відбувається через контактну рейку для звичайних поїздів та через бічні шляхи для поїздів на шинах з напругою 750 вольт.
- Ширина колії становить 1435 мм, колії для звичайних поїздів складаються з стандартних 3 рейок та шляху для автокерування, прокладеного посередині; колії, для поїздів на шинах складаються з двох звичайних рейок, двох шляхів для вертикальних коліс на шинах та двох бічних шляхів для горизонтальних, що скеровують поїзд у потрібному напрямку.[17]

### Рухомий склад
Перші поїзди Паризького метрополітену були дуже схожими на трамваї, їх вагони були виготовлені з дерева, кількість вагонів варіювалась від 3 до 8, але такі поїзди були дуже швидко замінені на «відомі» Sprague-Thomson, коли через пожежу на станції метро Курон загинуло 84 людини.
Нові поїзди мали залізні вагони та потужніші двигуни і довгий час (1908–1983) слугували метро. Вони і досі перебувають у рухомому складі RATP, але лише як історична пам'ятка.

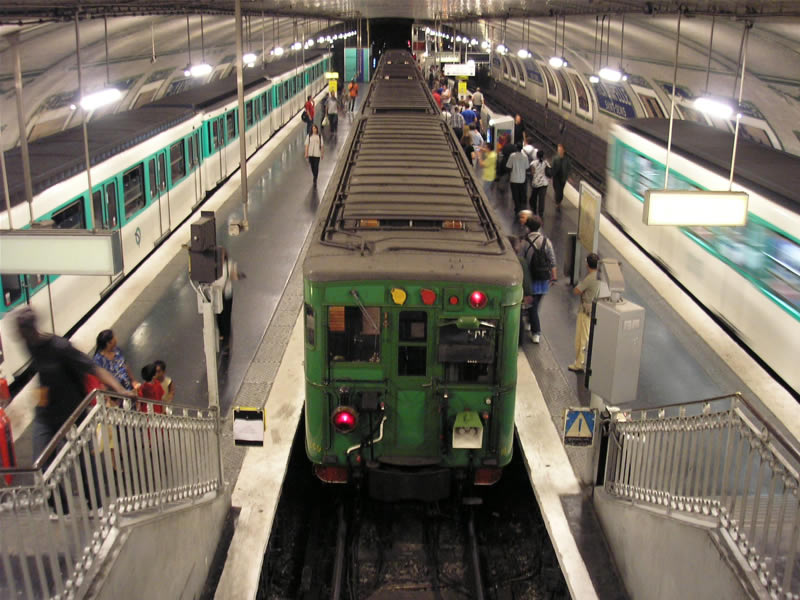
Поїзд Sprague-Thomson

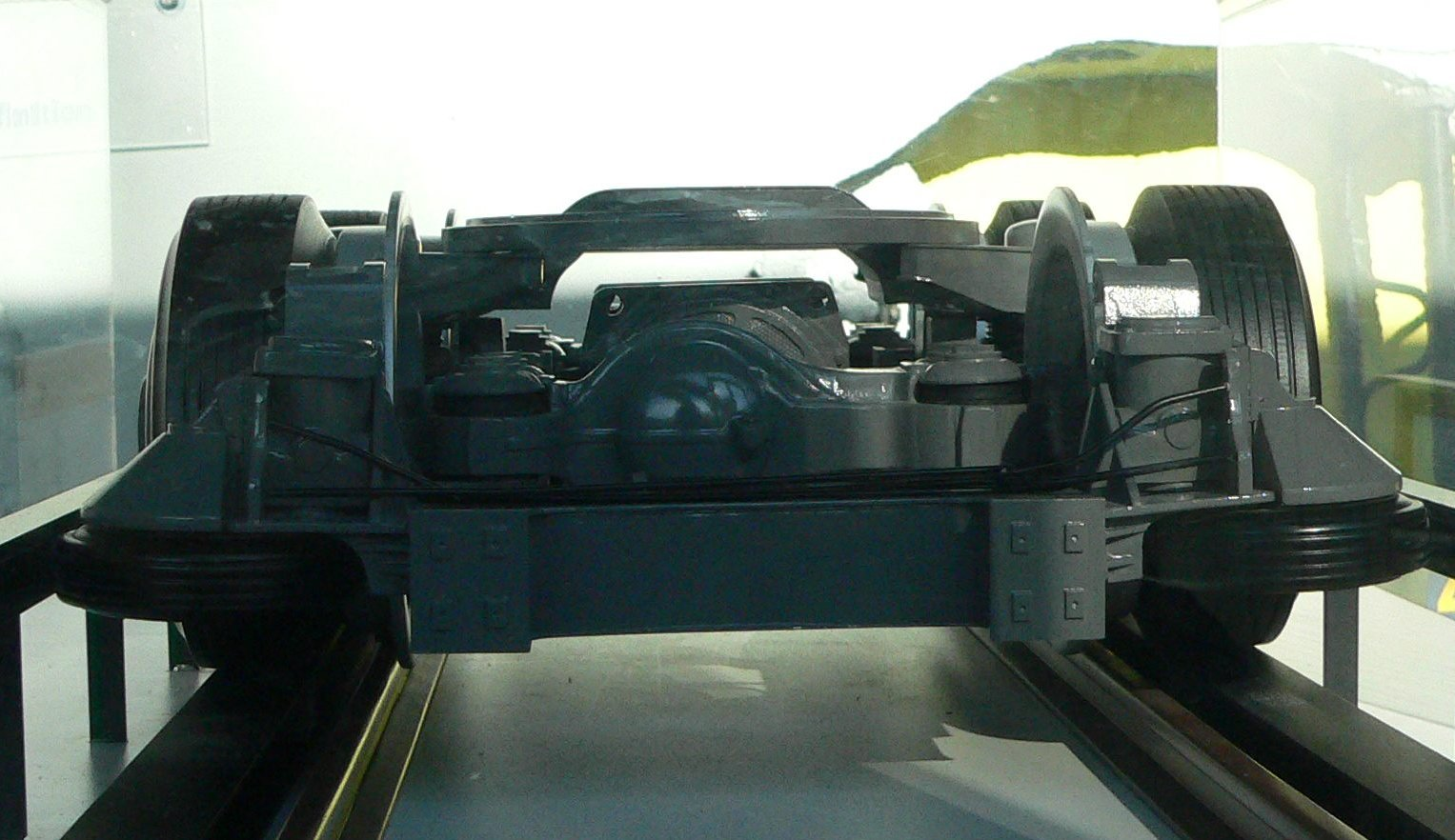
Ходова частина MP 89

Для того щоб покращити маневреність потягів та збільшити частоту їх прибуття в години пік, було вирішено запровадити метро на шинах. Перший потяг на шинах MP 51 (metro pneumatique 1951), було виготовлено 1951 спільними зусиллями RATP та Michelin, і того ж самого року він почав курсувати в тестовому режимі на відрізку між станціями Порт-де-Ліла і Пре-Сен-Жерве. MP 51 показав кращі показники прискорення та гальмування, водночас зі збільшенням показників техніки безпеки, а також зі зменшенням рівня гучності (в середньому рівень гучності становить 82 дБ для моделей MF та 65 дБ для MP в тунелі). І 1954 приймається рішення впровадити поїзди на шинах на 11 лінії.
Ходова частина MP 51 та інших моделей MP складається з чотирьох вертикальних коліс на шинах, що рухаються по спеціальному шляху з бетону або заліза; чотирьох горизонтальних коліс на шинах, що ведуть поїзд на поворотах, а також слугують струмоприймачами з контактної рейки, та чотирьох звичайних металічних коліс, що рухаються по залізній колії і унеможливлюють схід поїзда з рейок.
Але незважаючи на те, що RATP повністю задовольняли характеристики моделей МР, через значні витрати на переобладнання ліній та велику тривалість робіт, 1966 року було вирішено налагодити виробництво нових моделей на залізних колесах. І якщо переобладнання старих мереж під шини було економічно невигідним, то для нових мереж метро як-от в Ліоні, Нанті, Марселі, Монреалі, Мехіко, так само як і на новій лінії Метеор (14) Паризького метрополітену, запровадження поїздів на шинах не становило проблеми.
Нині Паризьким метрополітеном курсують як поїзди на залізних колесах MF (Metro Fer), так і поїзди на шинах MP (Metro Pneumatique).
Моделі поїздів на шинах:
- MP 59: модель, яка була запущена на 1 та 4 лінії, пристосована до ліній з високим пасажиропотоком;
- MP 73: запущена на 6 лінії, що є більшою частиною наземною, тому потребує зниження рівня гучності поїздів;
- MP 89: курсує 14 та 1 лінією;
- MP 05: почала курсувати першою лінією метро 2011, після запуску програми з повної автоматизації, обладнана кондиціонером.

Моделі зі звичайними залізними колесами:
- MF 67: перша модель MF;
- MF 77: спеціально облаштована для сполучення з передмістям, лінії 7,8,13;
- MF 88: лінія 7bis;
- MF 01: нова модель, обладнана кондиціонером.

### Застосування «системи Michelin» в інших метрополітенах
Після того як паризький метрополітен став першим у світі метро, що запустило поїзди на шинах, така практика поширилась і на інші міста, і сформувалась так звана «сім'я метро Michelin». До неї, крім Парижа (лінії 1, 4, 6, 11 та 14), входять також Марсель, Мехіко, Монреаль (перше метро, що повністю застосовує поїзди на шинах з 1977), Сантьяго (лінія 1, 2 та 5), Лозанна (М 2) та Ліон (лінії А, В, D).

## Метро як культурний простір

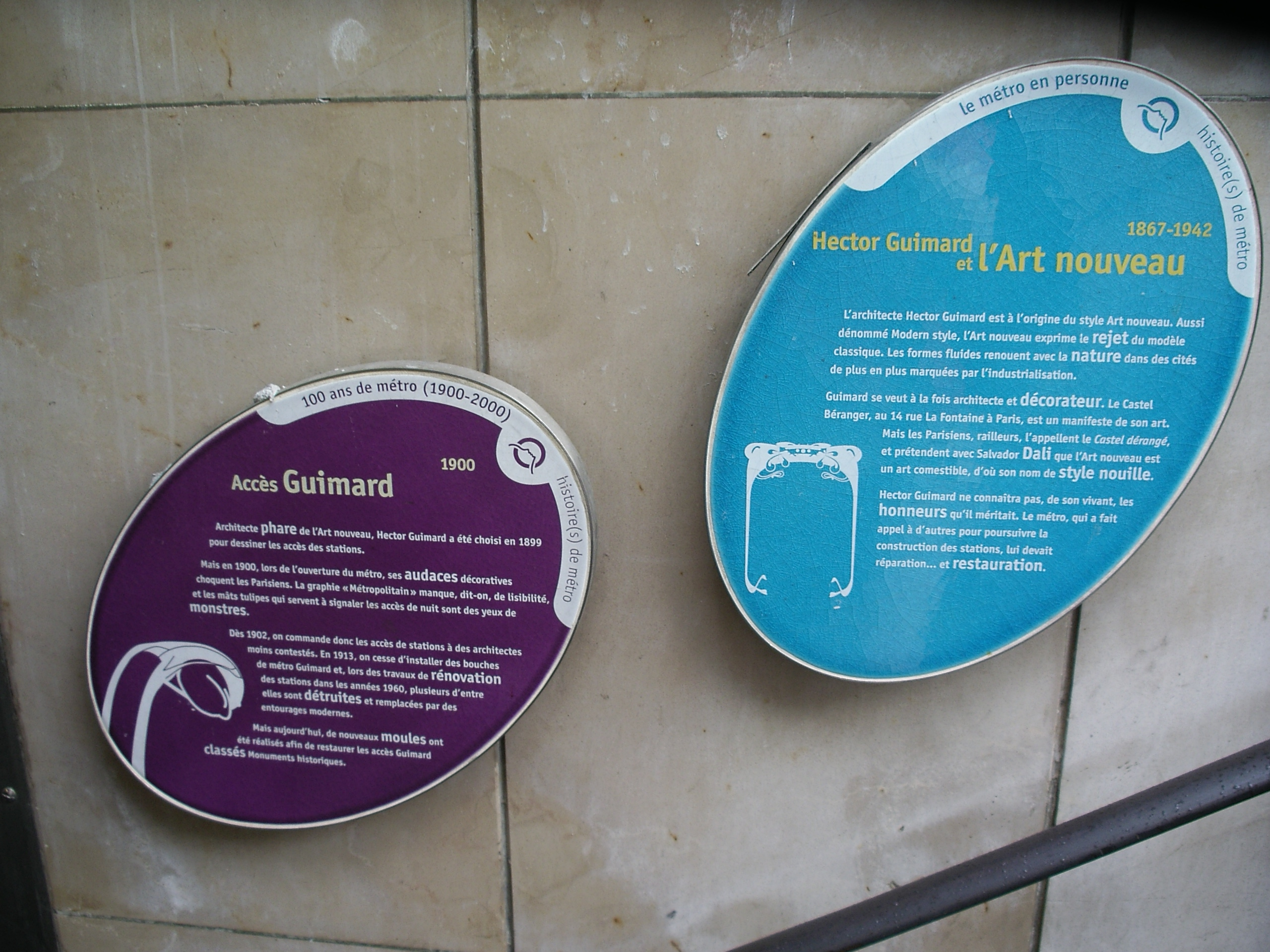
Інформаційні таблички RATP.

Паризьке метро що зберегло історичну тяглість з початку 20 століття і до нинішнього часу, переповнене різними культурними та історичними об'єктами, про які зазвичай можна дізнатись з кольорових табличок, що були встановлені RATP на різних станціях метро у зв'язку з святкуванням сторіччя метро в 2000 році.
Так в Паризькому метро існують різні «незвичні» станції, з цікавим оформленням. Вперше ідея створення подібної станції з'явилась у французького письменника, а на той час міністра культури Франції Андре Мальро 1968. Задум полягав у тому, щоб перетворити станцію Лувр-Ріволі на станцію-музей, де за скляними вітринами будуть виставлені копії скульптур, так само як в музейних залах Лувру, який знаходиться неподалік. Після публічного успіху такого нововведення з'являються й інші «культурні станції», такі як: Конкорд, де можна прочитати Декларацію прав людини і громадянина; станція Пон-Ньоф, яка розташована недалеко від будинку монетного двору Парижа, прикрашена збільшеними копіями монет різних часів; станція Музей мистецтв і ремесел нагадує підводний човен з творів Жуля Верна; станція Варен з копіями скульптур Родена; станція Пармантьє з експозицією присвяченою історії картоплі та інші. До сторіччя метро RATP прикрасила ще 8 станцій (Тюільрі, Європа, Пастер, та інші) тематичними панно.
Крім того, паризьке метро має глибокий досвід культурного обміну з іншими країнами. Після того, як копії входів Гімара були подаровані та встановлені в різних містах по всьому світу, у відповідь паризький метрополітен отримав витвори мистецтва з Росії, Португалії, Мексики, США та Канади, кожен з яких розміщено на одній з станцій Паризького метро. Так на станції Мадлен на лінії 14 встановлено вітраж «Курочка ряба» подарований Московським метрополітеном, на станції метро Бір-Хакейм лінія встановлені кольорові скляні перекриття з Чикаго, португальські азулежу на станції метро Єлисейські поля-Клемансо лінія 1, якими повністю вкриті станції Лісабонського метро, мозаїка мексиканського народу уїчоль на станції метро Пале Рояль-Лувр (лінія 1) та сучасне мистецтво з Монреалю на станції метро Сен-Лазар(лінія 3).
RATP також сприяє тому, щоб в метро грала хороша музика. Кожен рік спеціальна комісія відбирає приблизно 350 музикантів для того, щоб вони грали в метро, іноді RATP організовує тематичні дні для музикантів, коли їм дається спільне завдання, як-от: вшанувати пам'ять якогось виконавця, виконуючи його пісні, або відзначити певну подію.
В метро час від часу проходять різні культурні та розважальні заходи. Наприклад, під час Днів культурної та історичної спадщини (Journées européennes du patrimoine) (проходять у вересні), партнером яких також є RATP, організовуються незвичні екскурсії, завдяки яким можна побувати в частинах метро, що є зазвичай закритими для відвідувань. Наприклад, відвідати кіностудію на станції метро Порт де Ліла, де були зняті сцени з фільмів Амелі, Париже, я люблю тебе (Paris, je t'aime), та інші; побувати на будівельному майданчику лінії 12, щоб побачити гігантський прохідницький щит для риття тунелів 82 метри в довжину та 9 в діаметрі; а також побачити центральний пункт управління 13 лінії.
На жаль, паризьке метро є не тільки культурним простором, а й також майданчиком для діяльності таких груп, як тегери та графітчики, які починають діяти в метро в 80-х роках. І в 90-х роках RATP організовує активну боротьбу проти тегів та графіті за участю поліції, і час від часу над різними угрупуваннями здійснюються судові процеси. Покаранням за такі дії може бути не тільки штраф, а й ув'язнення.

### Галерея

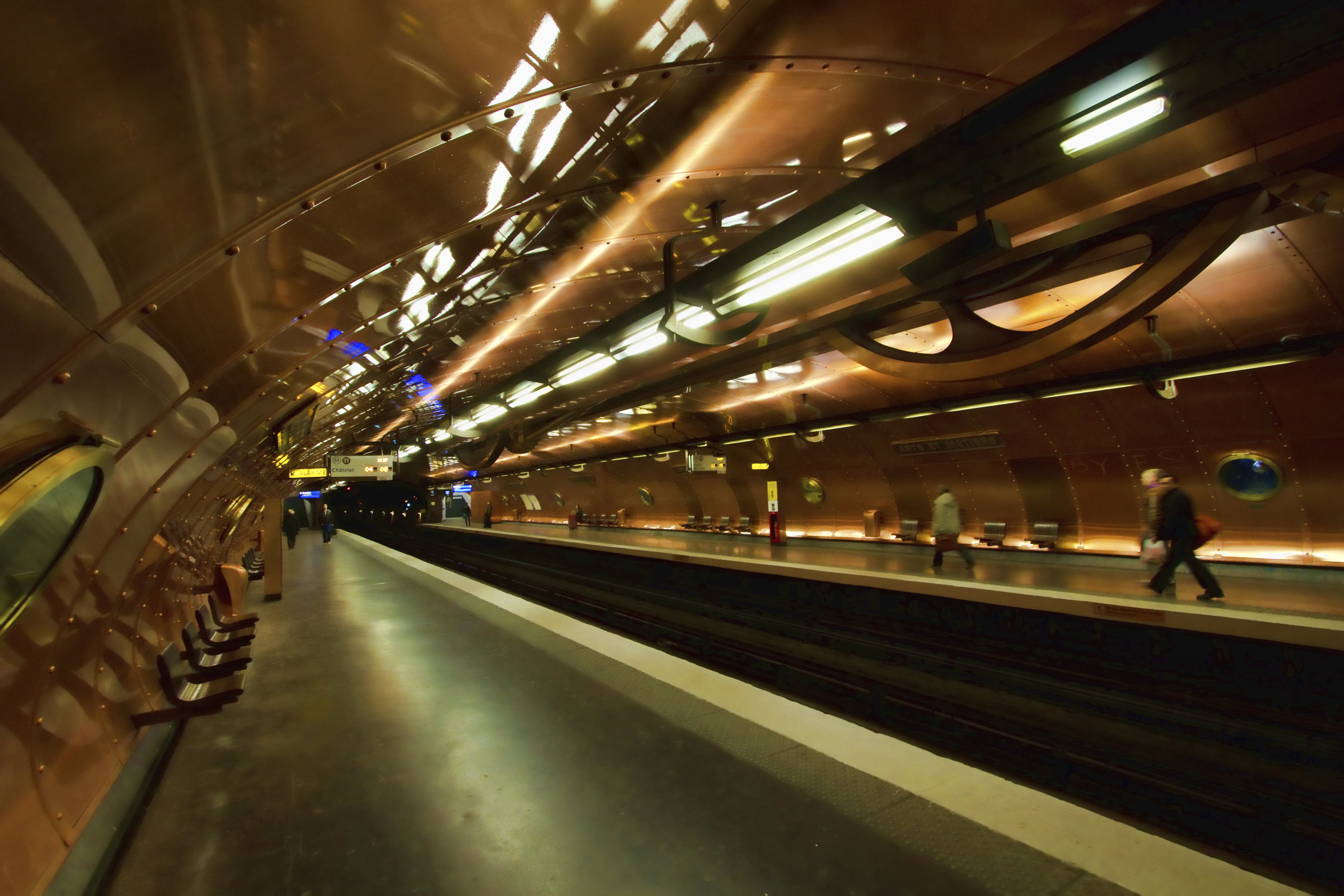
Станція метро Музей мистецтв і ремесел.
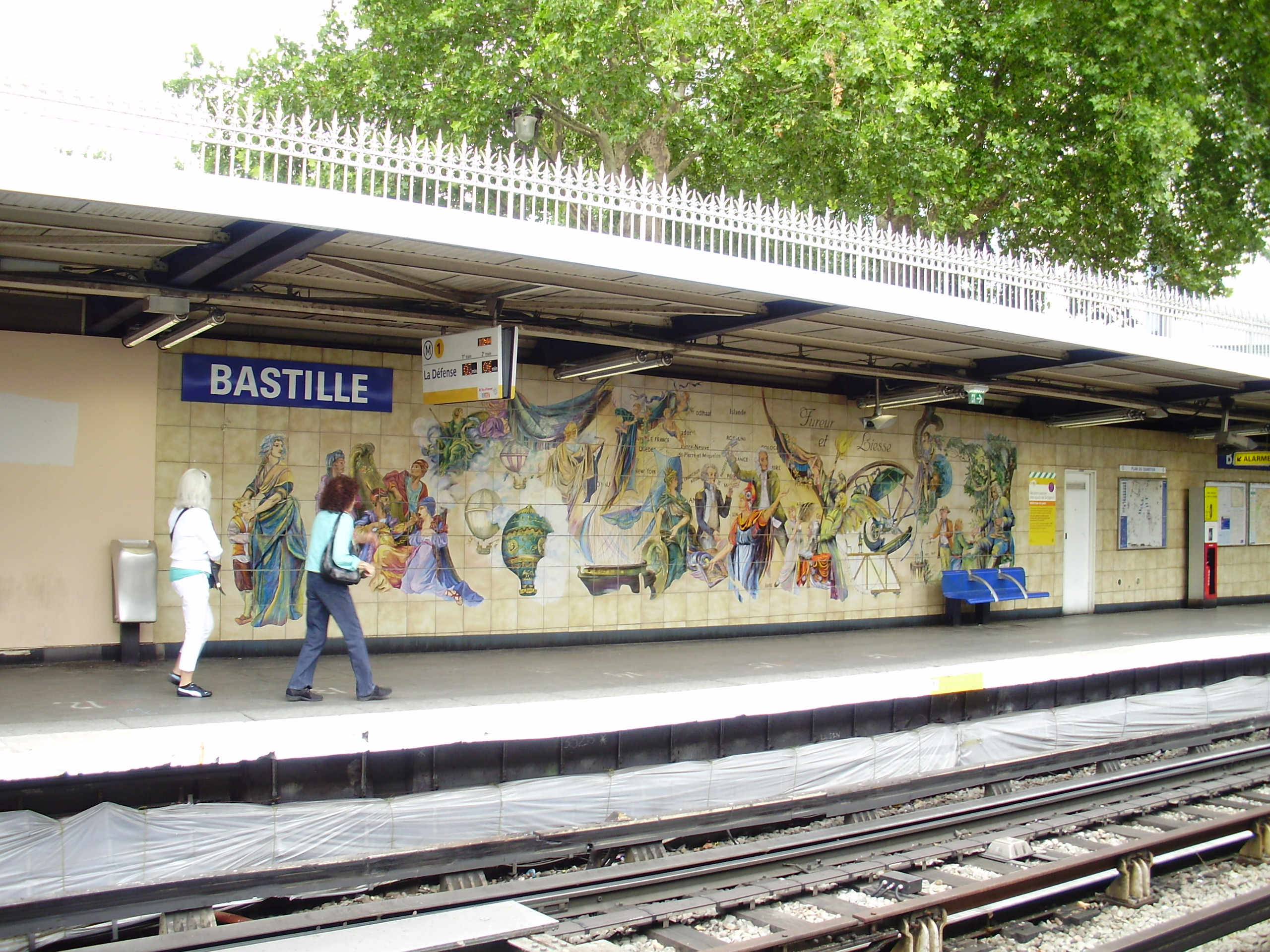
Станція метро Бастилія.
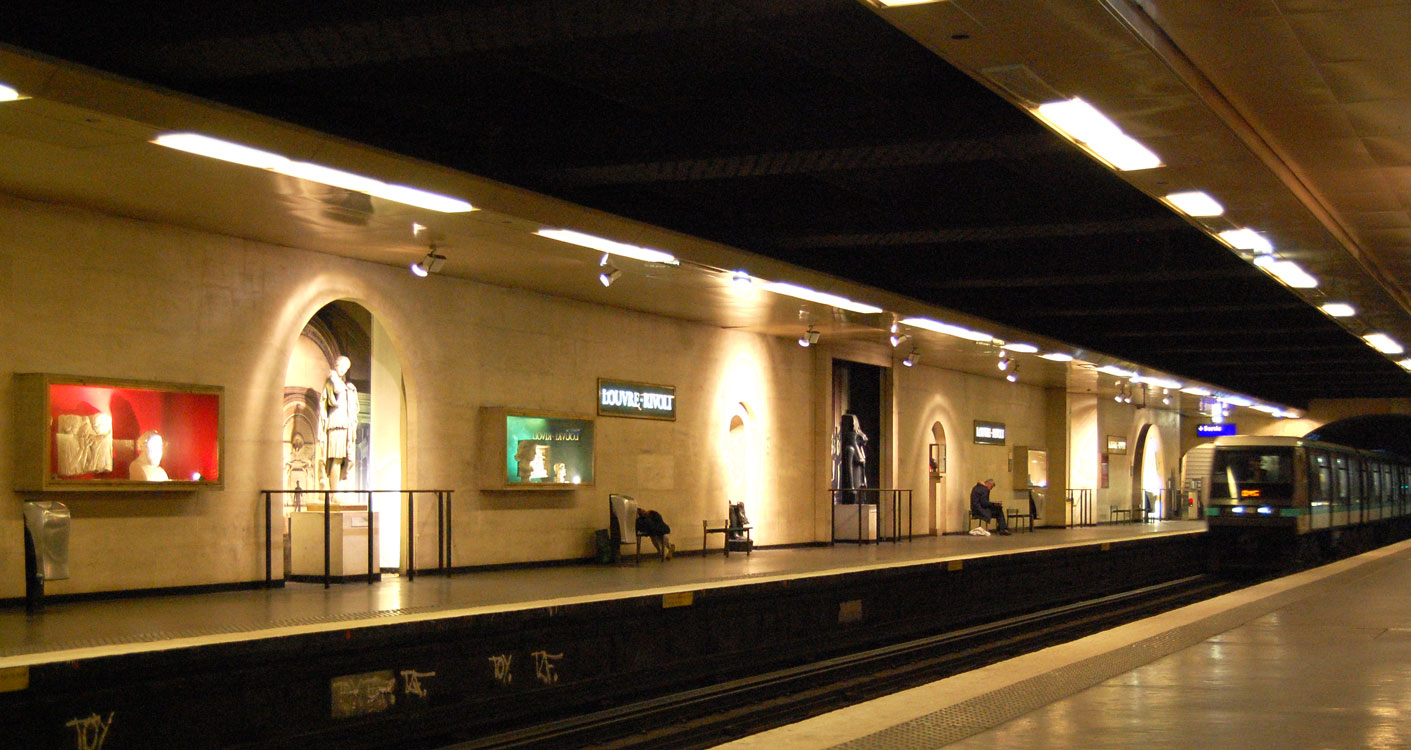
Станція-музей Лувр-Ріволі.
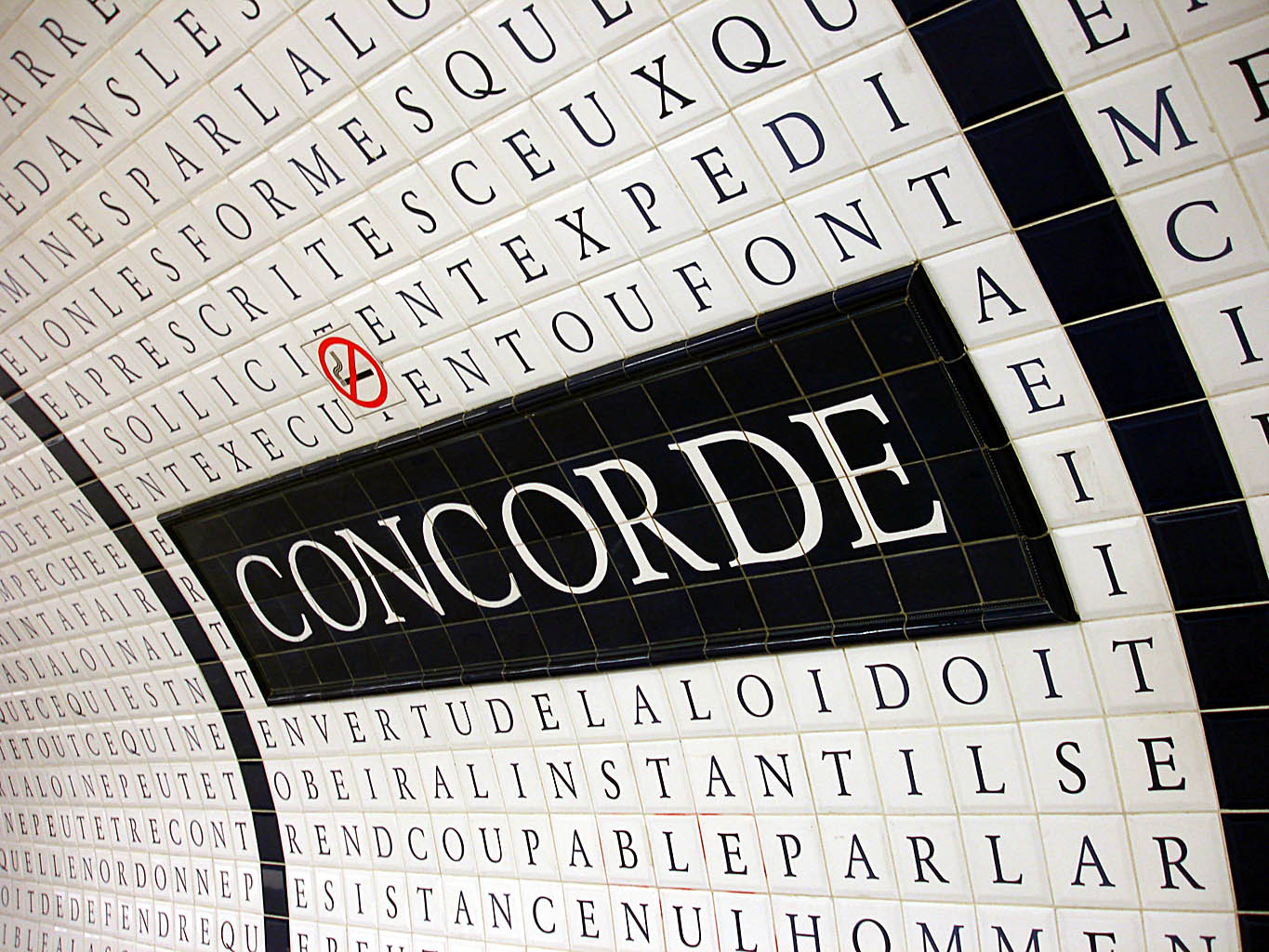
Почитайте Декларацію прав людини і громадянина на станції метро Конкорд.
Курочка ряба (вітраж). Станція метро Мадлен.Курочка ряба (вітраж). Станція метро Мадлен.
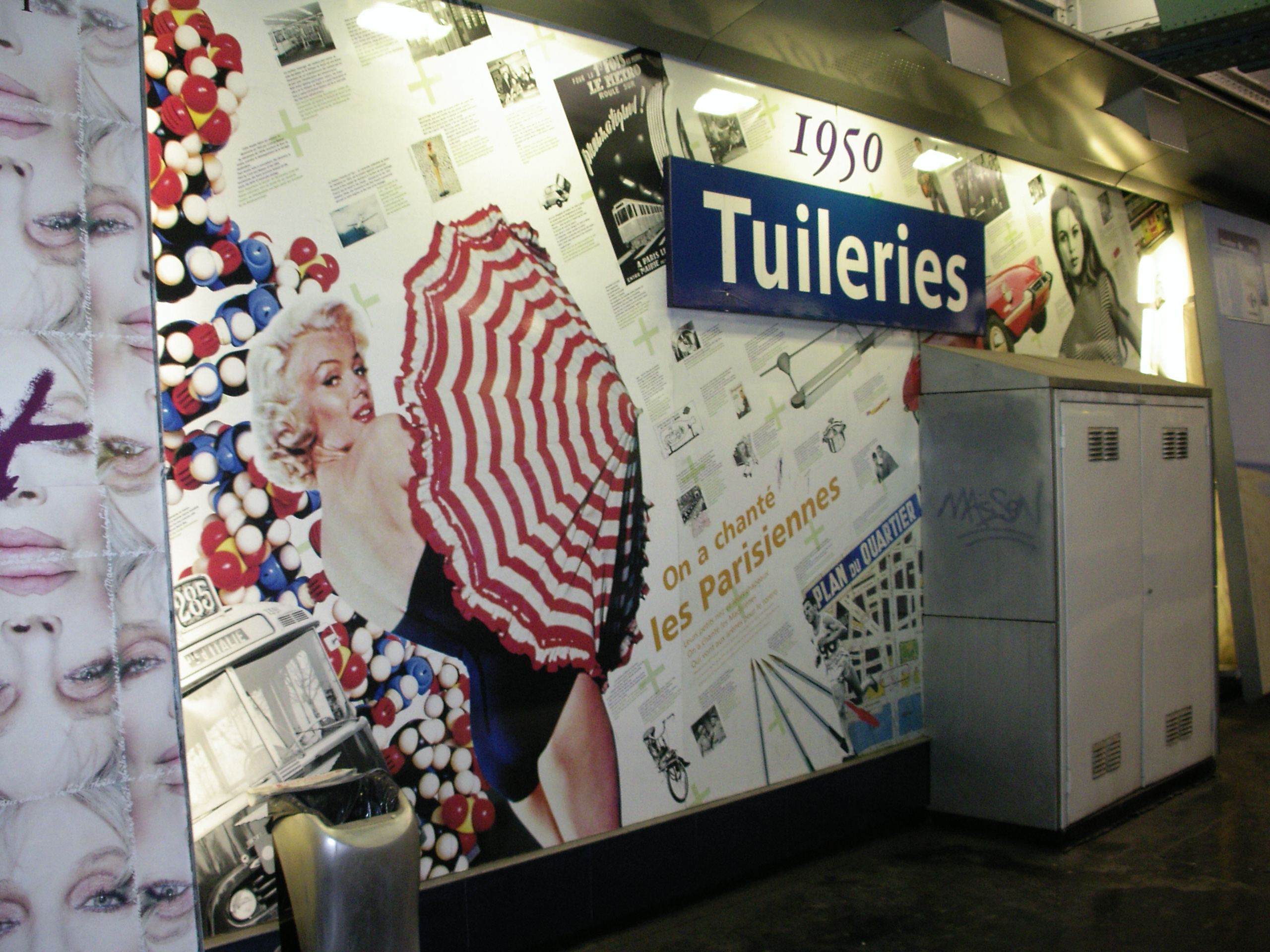
Станція метро Тюїльрі.
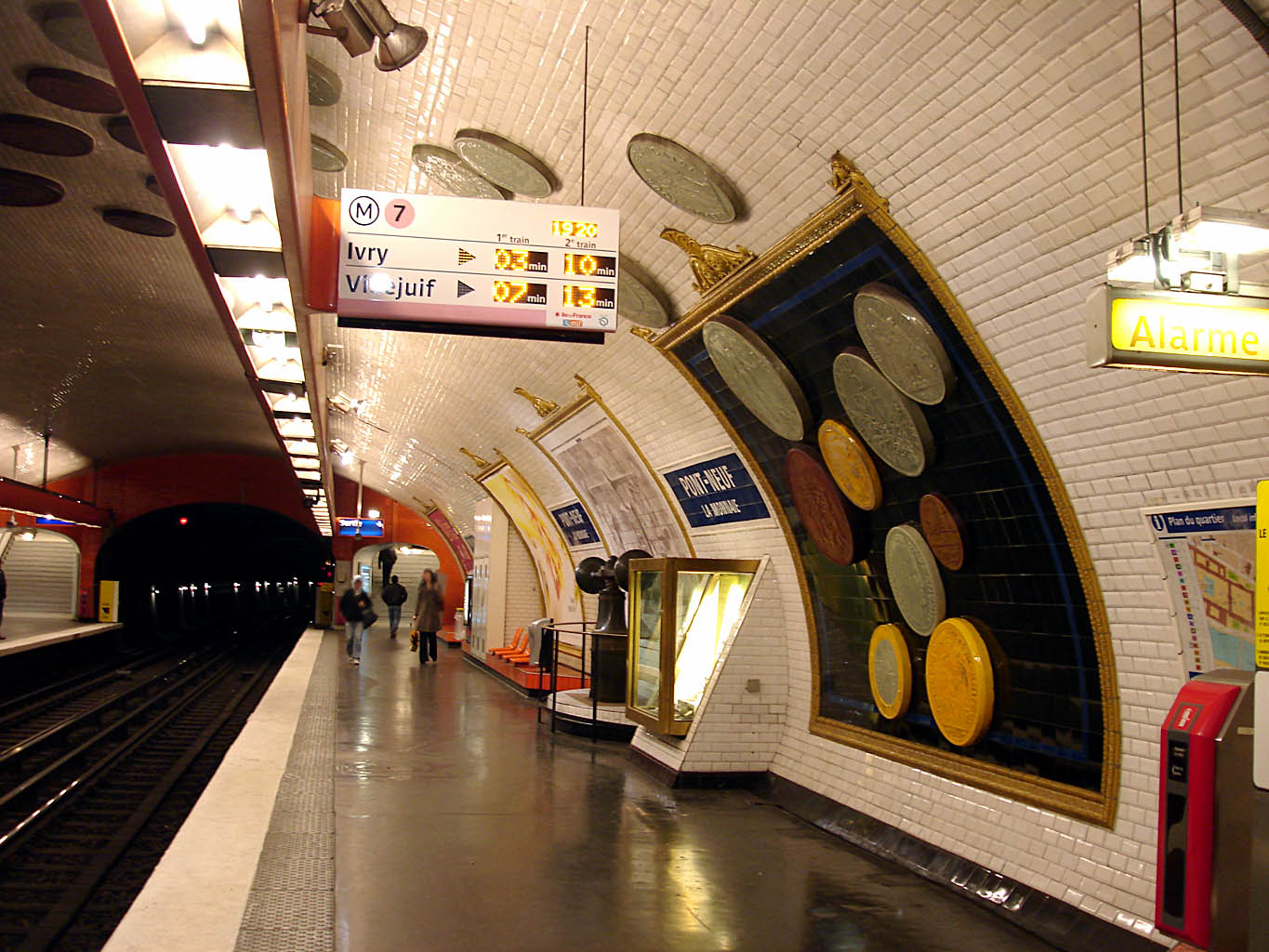
Зображення старовинних монет на станції метро Пон-Ньоф